# Conus abbreviatus
Espèce
Statut de conservation UICN

 LC  : Préoccupation mineure
Conus abbreviatus est une espèce de mollusques gastéropodes marins de la famille des Conidae.
Comme toutes les espèces du genre Conus, ces escargots sont prédateurs et venimeux. Ils sont capables de « piquer » les humains et doivent donc être manipulés avec précaution, voire pas du tout.

## Description
La coquille de cette espèce présente des taches plus éloignées les unes des autres et disposées un peu plus régulièrement que chez Conus miliaris. 

## Distribution
Cette espèce est présente au large des îles hawaïennes. 

### Niveau de risque d’extinction de l’espèce
Selon l'analyse de l'UICN réalisée en 2011 pour la définition du niveau de risque d'extinction, cette espèce se trouve dans l'archipel d'Hawaï ; probablement dans les îles Fanning et Enewetak et dans les îles Marshall. Il n'y a pas de menaces majeures connues pour cette espèce. Son aire de répartition peut chevaucher certaines aires marines protégées. Cette espèce est classée comme étant de préoccupation mineure.

## Taxonomie

### Publication originale
L'espèce Conus abbreviatus a été décrite pour la première fois en 1843 par l'éditeur et naturaliste britannique Lovell Augustus Reeve (1814-1865) dans la publication intitulée « Conchologia Iconica, or, illustrations of the shells of molluscous animals »,.

### Synonymes
- Conus (Virroconus) abbreviatus Reeve, 1843 · appellation alternative
- Miliariconus abbreviatus (Reeve, 1843) · non accepté